# 鮑里斯·薩溫科夫
鲍里斯·维克托罗维奇·萨文科夫（俄语：Бори́с Ви́кторович Са́винков，1879年1月19日—1925年5月7日），俄羅斯作家、革命家。作為社會革命黨戰鬥組織的領導人之一，他於1904年和1905年負責暗殺了幾位帝國高級官員。
1917年的二月革命以後，他成為臨時政府的助理戰爭部長。同年十月革命爆發以後，他领导保卫祖国与自由联盟并組織了反抗布爾什維克的雅罗斯拉夫尔起义，起义后遭镇压。薩文科夫於1920年移居國外。1925年，他被誘騙回到蘇聯，隨即被捕，在監獄中被殺或自殺。